# Besteigungsversuch der Eiger-Nordwand 1935
Der Besteigungsversuch der Eiger-Nordwand 1935 galt als einer der ersten ernsthaften Durchsteigungsversuche der Eiger-Nordwand in den Berner Alpen. Dabei kamen im Sommer 1935 die Münchner Bergsteiger Max Sedlmayr und Karl Mehringer in einem mehrtägigen Wettersturz ums Leben.

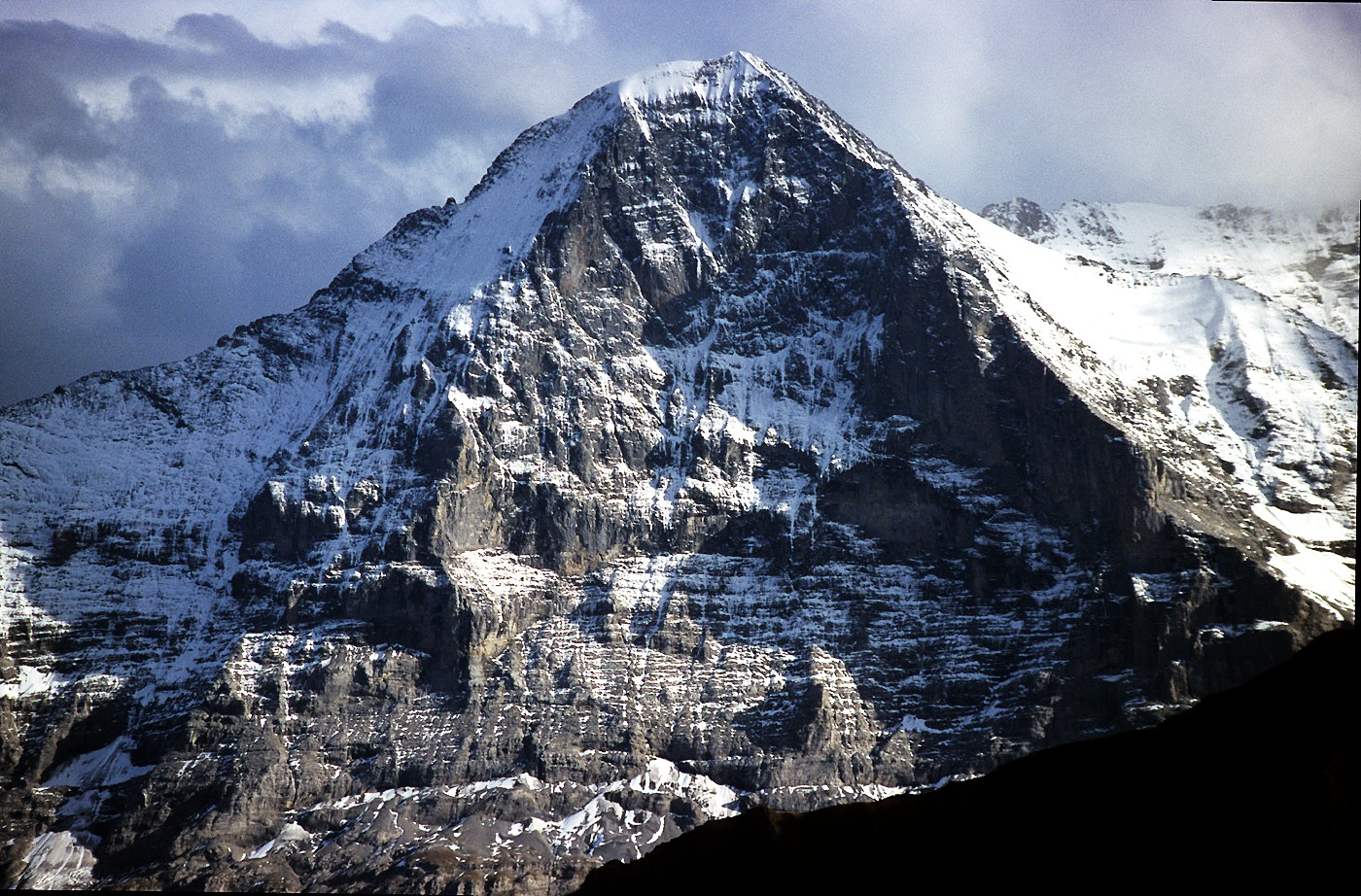
Eiger-Nordwand

## Vorgeschichte
Die Nordwände von Eiger, Matterhorn und Grandes Jorasses galten in den 1930er Jahren unter Bergsteigern als die „letzten drei Probleme der Alpen“, um deren Besteigung sich ein Wettlauf der Kletter-Elite entwickelte. Die Nordwand des Matterhorns wurde schließlich 1931 erklettert, die der Grandes Jorasses 1935. Nun fiel das Interesse auf die Eiger-Nordwand, die mit rund 1800 Metern zudem die höchste der drei Nordwände darstellte.
Die erste Beschreibung der Eiger-Nordwand erschien bereits 1850 im Buch Das Panorama von Bern des Regierungsstatthalters Gottlieb Studer. 1883 soll der deutsche Bergführer Johann Grill nur mit Mühe von seinem englischen Begleiter John Farrar abgehalten worden sein, in die Nordwand einzusteigen. 1911 gelang die Durchsteigung des unteren Drittels der Nordwand den Schweizer Bergführern Christen Almer und Joseph Schaler sowie einem englischen Kunden. Sie wurden unterhalb der Station Eigerwand mit einem Seil zur Bahn hinaufgezogen.
Im Juli 1934 erfolgte ein erneuter Durchstieg des unteren Drittels der Nordwand und Ausstieg über die Station Eigerwand durch die Deutschen Willy Beck sowie Kurt und Georg Löwinger.

## Besteigungsversuch 1935

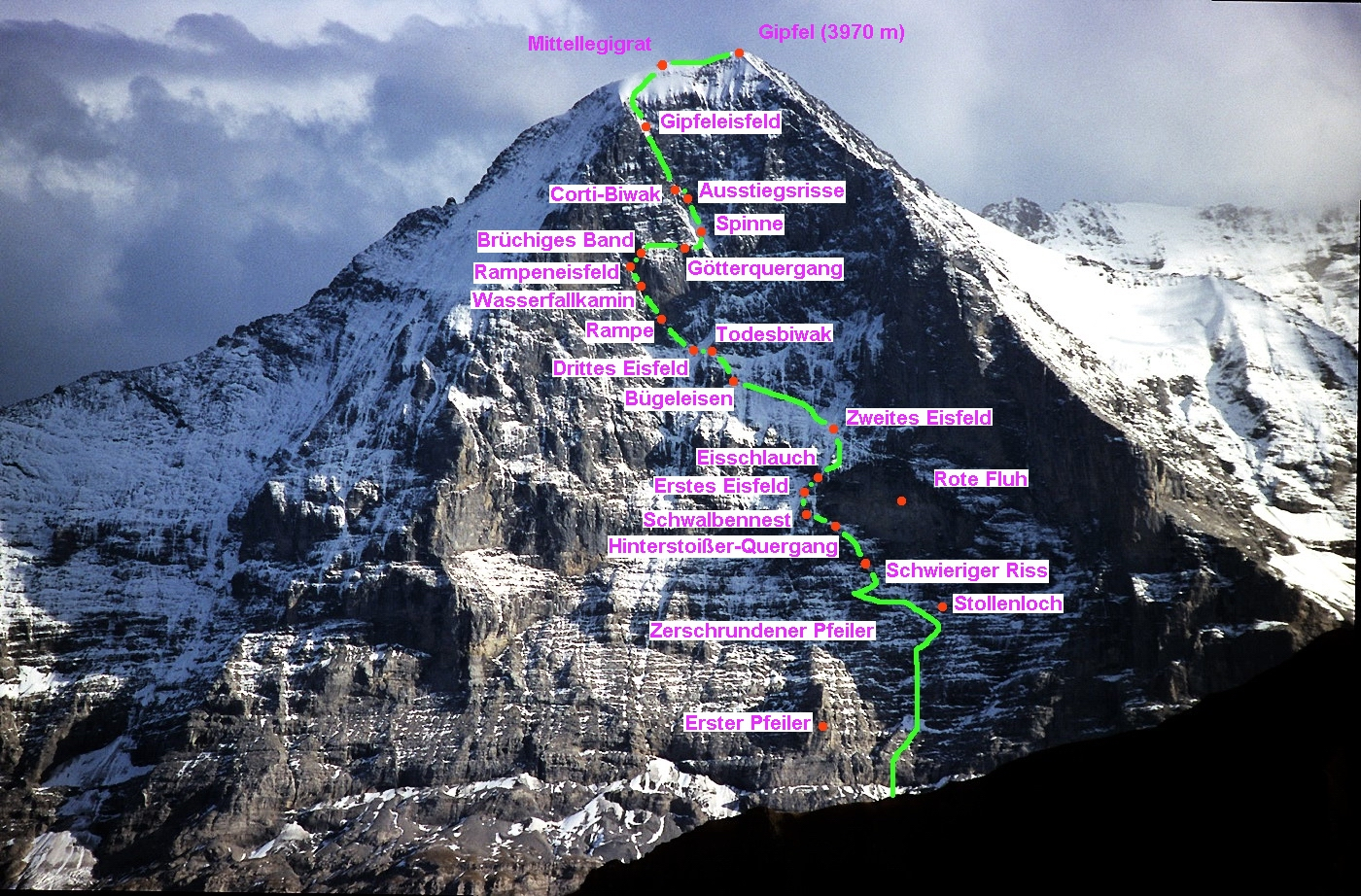
Stationen der Heckmair-Route, des Weges der Erstbegeher von 1938

Die Münchner Max Sedlmayr und Karl Mehringer fuhren am 16. August 1935 mit Mehringers BMW 3/15 nach Grindelwald und quartierten sich in einem Heustadel in Alpiglen ein. Beide waren Mitglieder der Hochtouristengruppe der Sektion Oberland und hatten bereits zusammen einige schwierige Routen in den Ostalpen geklettert. In den folgenden Tagen beobachteten sie die Wand, erkundeten die Westflanke als Abstiegsroute und errichteten Proviant- und Materialdepots am Wandfuß und auf dem Gipfel. Diese Vorbereitungen machten auch die Medien auf die beiden Bergsteiger aufmerksam. So wurden sie etwa von einem Reporter des Oberländischen Volksblattes nach ihren Meinungen über die Durchführbarkeit einer Begehung befragt.
Am 21. August 1935 gegen zwei Uhr früh brachen sie zum Wandfuß der Eiger-Nordwand auf, die sie nach etwa zwei Stunden erreichten. Sie wählten eine direkte Route und durchstiegen bei gutem Wetter zuerst den etwa 500 m hohen Wandvorbau, ehe sie am späten Nachmittag eines der Stollenlöcher der Jungfraubahn erreichten und dort biwakierten. Beobachtet wurden sie mit Fernrohren von Sommergästen der Hotels und Pensionen am Fuße des Eiger. Auch Ernst von Allmen, dem 1970 selbst die Begehung der Eiger-Nordwand gelang, beobachtete die Kletterer mit einem Fernrohr von der Kleinen Scheidegg aus.
Am 22. August durchstiegen Sedlmayr und Mehringer das steile und teilweise überhängende Erste Band, welches mit dem VI. Schwierigkeitsgrad beurteilt wurde und somit die technisch kletterbare Obergrenze jener Zeit darstellte. Am Abend erreichten sie das Erste Eisfeld und errichteten das zweite Biwak auf einem Kamm. Sie hatten bisher bereits 700 m geschafft und noch etwa 1100 m vor sich.
Nahezu den ganzen 23. August kämpften sich die beiden durch das Zweite Eisfeld, als ein Wettersturz hereinbrach und den Beobachtern die Sicht entzog. Erst am 26. August teilte sich der Nebelvorhang und erlaubte einen Blick in die nun tief verschneite Wand. Dabei wurden Sedlmayr und Mehringer dabei gesichtet, wie sie sich oberhalb der Wandmitte im Bereich des Bügeleisens hochkämpften. Danach verschlechterte sich die Sicht erneut und es schneite weiter.
Am 28. August wurde mit einem Militärflugzeug die Wand nach den beiden Bergsteigern abgesucht, jedoch konnte niemand entdeckt werden. Die SAC-Rettungsstelle in Grindelwald benachrichtigte daraufhin ihre Bergrettungskollegen in München. Im Tal regnete es, auf der Kleinen Scheidegg gab es Schneefall und in der Eiger-Nordwand lag rund ein halber Meter Neuschnee.

## Rettungsversuche
Die vier deutschen Bergretter Franz Hausstätter, Rudolf Peters, Ludwig Gramminger und Heini Sedlmayr, Bruder des in der Wand verschollenen Max Sedlmayr, fuhren daraufhin nach Grindelwald, um ihre Kollegen zu unterstützen. Vor Ort stießen die beiden Münchner Haber und Pösel hinzu. Im Heustadel von Sedlmayr und Mehringer fanden die Bergretter einen Teil von deren Ausrüstung. Anscheinend hatten sie mit einer Durchstiegszeit von höchstens drei Tagen gerechnet.
Am 30. August fuhren die Bergretter bei Schönwetter mit der Jungfraubahn zur Station Eigergletscher. Vier von ihnen begaben sich durch den Tunnel weiter zum Stollenloch, von wo aus Peters in die Wand einstieg. Haber und Pösel kletterten über die Nordwestflanke auf, um an geeigneter Stelle in die Wand zu sehen. Der Fels war mit einer dicken Eisschicht überzogen und es kam andauernd zu Schneerutschen. Nach mehreren Stunden mussten sie ihre Suche erfolglos aufgeben. Auch die Besatzung eines weiteren Militärflugzeuges konnte die Bergsteiger nicht finden. Ein Wildhüter berichtete dann, er habe die beiden unter einem Felspfeiler am Zweiten Eisfeld gesichtet. Dort sollen sie versucht haben, diese schwierige Pfeilerpassage ohne ihre Rucksäcke zu durchsteigen, hätten dieses Unterfangen jedoch später aufgegeben und seien zu ihrer Ausrüstung zurückgekehrt. Am Abend stießen die beiden Münchner Kletterer Albert Herbst und Hans Teufel zu den Rettern, um sie ab dem nächsten Tag zu unterstützen.
Am 31. August stiegen dann die acht Deutschen am frühen Morgen in vier Zweierseilschaften in die Wand ein, um die vom Wildhüter angegebene Stelle zu erreichen. Es kam jedoch zu Lawinenabgängen und der Aufstieg war durch Vereisungen und den Schnee erschwert. Die Randklüfte waren mit Lawinenschnee gefüllt. Am frühen Nachmittag mehrten sich die Lawinenabgänge und die Kletterer mussten bis in den späten Abend hinein in Nischen und unter Überhängen Schutz suchen. Müde und erschöpft stiegen sie gegen 19 Uhr wieder ab.
Am 1. September stiegen sie über die Westflanke auf den Gipfel. Dabei hielten sie sich nahe am Westgrat und suchten an geeigneten Stellen mit einem Fernrohr die Nordwand ab. Ein Abstieg von oben war unter den vorherrschenden Bedingungen unmöglich. Am 2. September versuchten sie noch einmal erfolglos vom Stollenloch aus in die Wand einzusteigen. Schweren Herzens brachen sie die Suche nun endgültig ab und traten die Heimreise an.

## Fund der Leichen
Bei einem Erkundungsflug am 19. September entdeckten der Pilot Ernst Udet und der Bergführer Fritz Steuri einen leblosen Körper im Schnee, etwa auf der Höhe des Dritten Eisfeldes auf 3300 m. Ob es sich um Sedlmayr oder Mehringer handelte, konnten sie nicht erkennen. Die Stelle trägt seitdem den Namen Todesbiwak.
Im Juli 1936 ereignete sich die Tragödie um Toni Kurz, Andreas Hinterstoißer, Willy Angerer und Eduard Rainer, die bei einem weiteren Erstbegehungsversuch an der Eiger-Nordwand ums Leben kamen. Sie hatten sich dabei nicht an die Route von Sedlmayr und Mehringer gehalten, sondern die Linie des später als Heckmair-Route bezeichneten Anstieges über den Hinterstoißer-Quergang eröffnet und waren etwas über das Todesbiwak hinausgekommen. Bei der Suche nach den Abgestürzten wurde am 23. Juli auch die Leiche von Max Sedlmayr auf einem Lawinenkegel an der Randkluft des Wandfußes geborgen. Mehringers Leiche wurde Anfang September 1962 von zwei Genfer Alpinisten am Rande des Zweiten Eisfeldes gesichtet. Geborgen wurde sie jedoch bis heute nicht.

## Weitere Funde
Anfang März 1976 fanden vier tschechische Bergsteiger eine vergilbte Zigarettenschachtel mit einer von Mehringer geschriebenen Notiz. Darauf standen „Biwack“, die Namen der beiden Bergsteiger und das Datum vom 21. August 1935.
Im Herbst 2011 fanden zwei Bergsteiger am Wandfuß, in der Falllinie des Todesbiwaks, einen gut erhaltenen Bergschuh aus den 1930er Jahren. Der langjährige Grindelwalder Rettungschef Kurt Schwendener glaubt, dass der Schuh mit hoher Wahrscheinlichkeit von Sedlmayr oder Mehringer stammt, da die zwei Münchner damals die einzigen waren, die rund 1000 Meter oberhalb der Fundstelle des Schuhs ums Leben kamen. Das Drama um Toni Kurz hatte sich beispielsweise von unten gesehen weiter rechts in der Wand abgespielt.
Der Schuh und auch die Zigarettenschachtel sind im Grindelwald-Museum ausgestellt.

## Film
Im Film Nordwand von Philipp Stölzl aus dem Jahr 2008 geht es um den Besteigungsversuch vom Juli 1936. Dabei wird im Film einige Male auf die Tragödie von Sedlmayr und Mehringer eingegangen, unter anderem mit einer Szene, welche die Bergung einer der beiden Münchner durch die Besteiger 1936 zeigt.